# Ernst Naumann (Geologe)
Friedrich Leopold Gustav Ernst Naumann (* 24. August 1873 in Jena; † 1. Februar 1968 in Köln) war ein deutscher Geologe.

## Leben
Ernst Naumann war ein Enkel des Geologen Carl Friedrich Naumann und Sohn des Universitäts-Musikdirektors Ernst Naumann. Er studierte an der Universität Jena, wurde in Jena bei Gottlob Linck mit seiner auch im Jahrbuch der Preußischen Geologischen Landesanstalt veröffentlichten Inaugural-Dissertation Tektonische Störungen der triadischen Schichten in der Umgebung von Kahla promoviert und trat 1902 in die Königlich-Preußische Geologische Landesanstalt (KPGLA) ein, an der er, nachdem diese nach Abschaffung der Monarchie am 31. Mai 1919 in Preußische Geologische Landesanstalt (PGLA) umbenannt wurde, bis 1938 tätig war. Die Schwerpunkte seiner Betätigung als Geologe lagen im Bereich der Bearbeitung verschiedener Blätter der Preußischen Geologischen Karte und der Klärung der dabei auftretenden stratigraphischen Fragestellungen.
Er war seit 1898 Mitglied der Deutschen Geologischen Gesellschaft und wurde am 18. Juni 1920 unter der Präsidentschaft des Mathematikers Albert Wangerin in der Fachsektion für Mineralogie und Geologie unter der Matrikel-Nr. 3443 als Mitglied in die Deutsche Akademie der Naturforscher Leopoldina aufgenommen.
Ernst Naumann war mit Gertrud Naumann, geborene Paetsch, verheiratet. Aus der Ehe ging am 5. September 1909 in Potsdam der Diplom-Ingenieur und Hamburger Hafenbaudirektor Karl-Eduard Naumann hervor.

## Schriften
- Tektonische Störungen der triadischen Schichten in der Umgebung von Kahla. In: Jahrbuch der Königlich Preussischen geologischen Landesanstalt und Bergakademie zu Berlin für das Jahr 1897. Band 58, Berlin 1898, S. 130–159 (Digitalisat)
- Über Fossilfunde im Mittleren Muschelkalk bei Großheringen. In: Zeitschrift der Deutschen Geologischen Gesellschaft. Band 60, Berlin 1908, S. 71–76 (Digitalisat).